# Hironori Otsuka
Hironori Otsuka (大塚 博紀, Otsuka Hironori) foi um mestre de caratê japonês. Nasceu em Shimodate, Ibaraki, no Japão, em 1° de Junho de 1892, e faleceu em Tóquio, no dia 29 de janeiro de 1982. Teve seus primeiros contactos com artes marciais treinando jiu-jitsu, modalidade em que obteve o 3° dan. Depois de treinar com o mestre Gichin Funakoshi, fundou o estilo Wado-ryu, que mescla os conceitos dos koryu tradicionais dos samurais (técnicas de nage e katame waza) de forma mais ostensiva dentro do caratê.

## Biografia
Nascido a 1.º de junho de 1892, na cidade de Shimodate, em Ibaraki. Tornou-se o terceiro artista marcial a receber o 10.º grau (dan) pela Federação Internacional de Artes Marciais, igualando-se aos mestres Kyuzo Mifune (judô) e Hakudo Nakayama (kendô). Em reconhecimento a seus serviços e seu legado, Otsuka recebeu do governo japonês a honrosa condecoração Quinta Ordem do Mérito (conhecida como "Cordão do Sol Nascente").
Otsuka começou a treinar jiu-jitsu aos seis anos de idade, com o mestre Tatsusaburo Nakayama. Aos 29, tornou-se mestre da arte e foi escolhido por Nakayama para ser seu sucessor. Em 1° de junho de 1921, mestre Otsuka recebeu o título de menkyo kaiden, que lhe dava o direito de ensinar o estilo Shindo Yoshin-ryu de jiu-jitsu.
Respeitado por seus conhecimentos em jiu-jitsu, Otsuka começou a praticar caratê aos 30 anos, em 1922, sob os auspícios do mestre Gichin Funakoshi. Em 1927, ele também criou um paradigma médico para o tratamento dos ferimentos ocasionados dos treinos nas artes marciais.
Por volta do ano 1928, Otsuka já se tinha tornado no instrutor assistente de Funakoshi, quando também já tinha entrado em contato com outros mestres (Choki Motobu e Kenwa Mabuni), pelo que treinou outras técnias de caratê e kobudo. Nessa época, surgiram desentendimentos em âmbito filosófico acerca dos caminhos que o caratê deveria seguir, levando à ruptura com o mestre Funakoshi, não sem antes este último lhe outorgar a permissão para criar seu próprio estilo, por volta de 1930. Em 1934, o mestre fundou as bases do Wado-ryu, considerado primeiro estilo verdadeiramente japonês de caratê (por conter menos influências estrangeiras, principalmente chinesas, em relação aos outros estilos).
As principais inovações introduzidas no caratê pelo mestre Hironori Otsuka foram as técnicas de esquiva (sabaki e nagashi), projeção e finalização (muito comuns no jiu-jitsu) e movimentação/troca de guarda (ten-i, ten-tai e ten-gui).
Outro princípio inovador lançado pelo mestre foi o yakussoku kumitê (luta combinada), que consiste numa técnica de simulação que permite aos caratecas o treino de situações de projeção, esquiva, imobilização, finalização, defesa, ataque e contra-ataque.
Mesmo com idade avançada, Hironori Otsuka manteve-se ativo e inteiramente dedicado à difusão dos princípios do Wado-ryu. O mestre focou boa parte de seus esforços no ensino do estilo em universidades japonesas, como a Universidade Tokyo-Nodai e a Tokyo Dental College.
Hironori Otsuka morreu no dia 29 de janeiro de 1982, aos 89 anos, em Tóquio.

## Frases
Quando perguntado sobre os segredos de sua longevidade e disposição, sensei Otsuka costumava responder:
| “ | Nunca me aborreço com o passado. Eu me concentro no presente e faço planos para o futuro. | ” |

| “ | A diferença entre o possível e o impossível está na vontade. | ” |

| “ | Observe os erros dos outros para corrigir a si mesmo | ” |